# Saint-Aquilin-de-Corbion
Saint-Aquilin-de-Corbion är en kommun i departementet Orne i regionen Normandie i nordvästra Frankrike. Kommunen ligger i kantonen Moulins-la-Marche som tillhör arrondissementet Mortagne-au-Perche. År 2022 hade Saint-Aquilin-de-Corbion 54 invånare.

## Befolkningsutveckling
Antalet invånare i kommunen Saint-Aquilin-de-Corbion
| Referens: INSEE |